# 吴文焘
吴文焘（1913年—2011年6月16日），男，河北清苑人，中华人民共和国政治人物，曾任《人民日报》副总编辑。

## 生平
1954年，当选第一届全国人民代表大会代表。后升任中国外文出版发行事业局局长。2011年6月16日去世。